# 紀元前359年
紀元前359年（きげんぜん359ねん）は、ローマ暦の年である。
当時は、「ラエナスとインペリオススが共和政ローマ執政官に就任した年」として知られていた（もしくは、それほど使われてはいないが、ローマ建国紀元395年）。紀年法として西暦（キリスト紀元）がヨーロッパで広く普及した中世時代初期以降、この年は紀元前359年と表記されるのが一般的となった。

## 他の紀年法
- 干支 : 壬戌
- 日本
  - 皇紀302年
  - 孝安天皇34年
- 中国
  - 周 - 顕王10年
  - 秦 - 孝公3年
  - 楚 - 宣王11年
  - 斉 - 桓公16年
  - 燕 - 文公3年
  - 趙 - 成侯16年
  - 魏 - 恵王11年
  - 韓 - 昭侯4年
- 朝鮮
  - 檀紀1975年
- ベトナム :
- 仏滅紀元 : 186年
- ユダヤ暦 :

## できごと

### マケドニア
- マケドニア王国のペルディッカス3世が、バルデュリス（英語版）に率いられたイリュリア人たちの攻撃から自国を守ろうとする戦いで敗死した。王位は幼い息子アミュンタス4世に継承された。幼王の叔父である後のピリッポス2世が摂政となった。
- イリュリア勢が迫ろうとする中、パエオニア（英語版）勢が北方からマケドニアを襲撃し、これら外国勢力によって支持されたマケドニア王位の請求者たちが2人現れた。ピリッポスはこれらの危険な隣国に対して、交渉で譲歩することによって事を収め、アンフィポリスをアテナイに譲り渡した。

### 中国
- 商鞅が秦の孝公に変法の提案をおこなった。

## 誕生
- ピリッポス3世 - マケドニア王、アレクサンドロス3世（大王）の兄で後継者（生年は推定）（+ 紀元前317年）

## 死去
- ペルディッカス3世 - マケドニア王